# Тюбингенски университет
Тюбингенският Еберхард-Карлов университет или Тюбингенски университет „Еберхард и Карл“ (на немски: Eberhard Karls Universität Tübingen) се намира в гр. Тюбинген, провинция Баден-Вюртемберг, Германия. Носи имената на 2 местни владетели, допринесли за учредяването и развитието му.
Основан през 1477 г., той е сред най-старите университети в страната. Град Тюбинген е сред 5-те класически университетски центъра на Германия наред с Марбург, Гьотинген, Фрайбург и Хайделберг.
В наши дни в университета се обучават около 24 хиляди студенти.

## Нобелови лауреати
- Уилям Рамзи (1904, химия)
- Едуард Бухнер (1907, химия)
- Карл Фердинанд Браун (1909, физика)
- Адолф Бутенанд (1939, химия)
- Алберт Швайцер (1952, мир)
- Георг Витиг (1979, химия)
- Хартмут Микел (1988, химия)
- Берт Закман (1991, физиология или медицина)
- Кристиане Нюслайн-Фолхард (1995, физиология или медицина)
- Гюнтер Блобел (1999, физиология или медицина)

## Галерия
- Централна университетска библиотека
- Новата ботаническа градина
- Теологически факултет
- Фармацевтичен факултет
- Център по молекулярна биология
- Център по биохимия
- Университетска женска клиника
- Институт по анатомия към Факултета по медицина